# Cussey-sur-l’Ognon
Cussey-sur-l’Ognon település Franciaországban, Doubs megyében. Lakosainak száma 1049 fő (2022. január 1.). Cussey-sur-l’Ognon Étuz, Sauvagney, Boulot, Bussières, Chambornay-lès-Pin és Les Auxons községekkel határos.

## Népesség
A település népességének változása:
| Lakosok száma | 197  | 478  | 570  | 814  | 979  | 1014 | 1045 | 1044 | 1044 | 1049 |
|               | 1968 | 1982 | 1990 | 2006 | 2013 | 2015 | 2017 | 2019 | 2020 | 2022 |